# Караубас (Риу-Гранди-ду-Норти)
Караубас (порт. Caraúbas)  —  муниципалитет в Бразилии. входит в штат Риу-Гранди-ду-Норти. Составная часть мезорегиона Запад штата Риу-Гранди-ду-Норти. Входит в экономико-статистический  микрорегион Шапада-ду-Аподи, который входит в Запад штата Риу-Гранди-ду-Норти. Население составляет 17 747 человек на 2006 год. Занимает площадь 1095,001 км². Плотность населения — 16,2 чел./км².
Праздник города — 5 марта. 

## История
Город основан в 1859 году.

## Статистика
- Валовой внутренний продукт на 2003 год составляет 76 188 641,00 реалов (данные: Бразильский институт географии и статистики).
- Валовой внутренний продукт на душу населения на 2003 год составляет 4178,15 реалов (данные: Бразильский институт географии и статистики).
- Индекс развития человеческого потенциала на 2000 год составляет 0,614 (данные: Программа развития ООН).

## Галерея

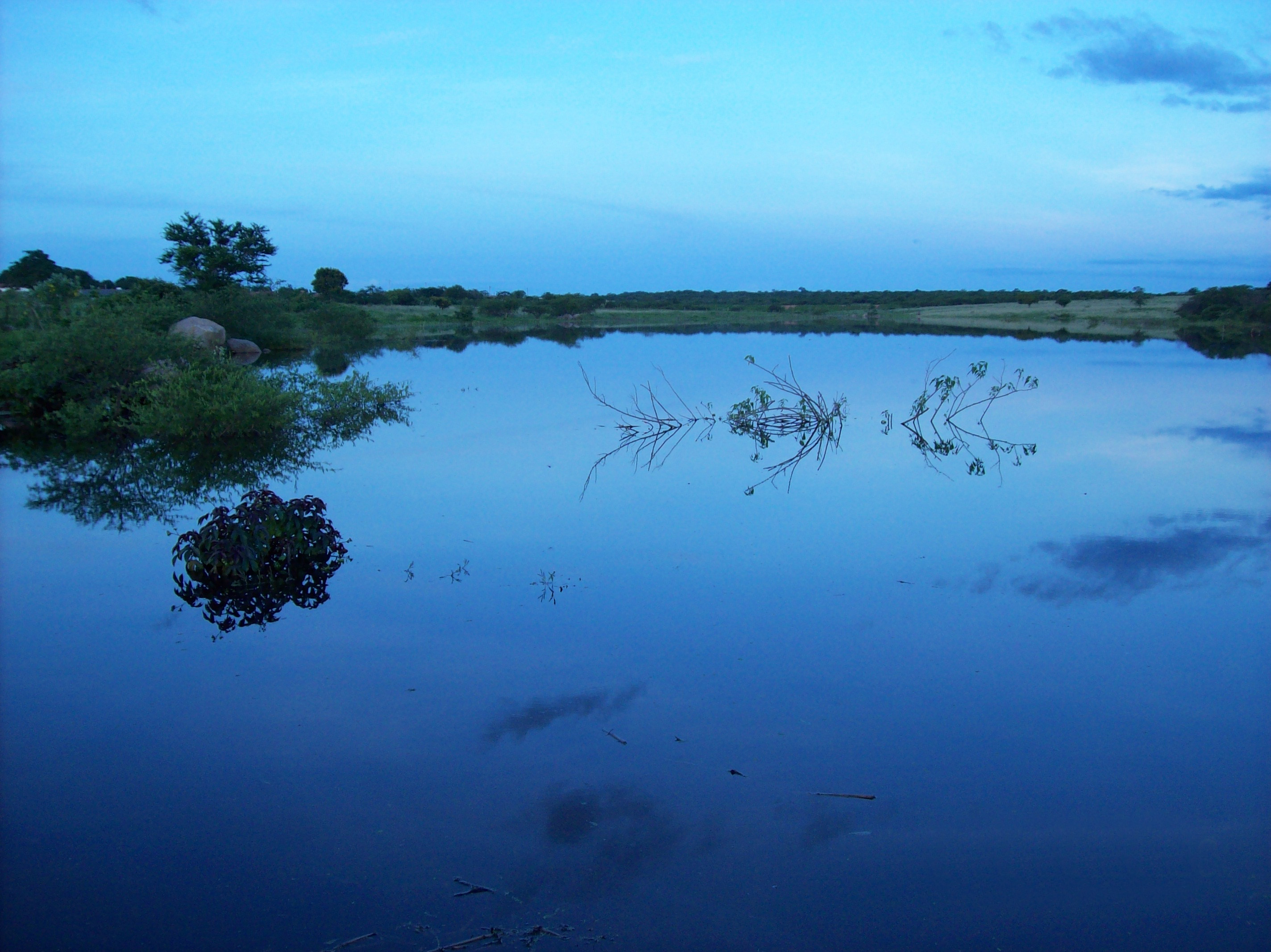
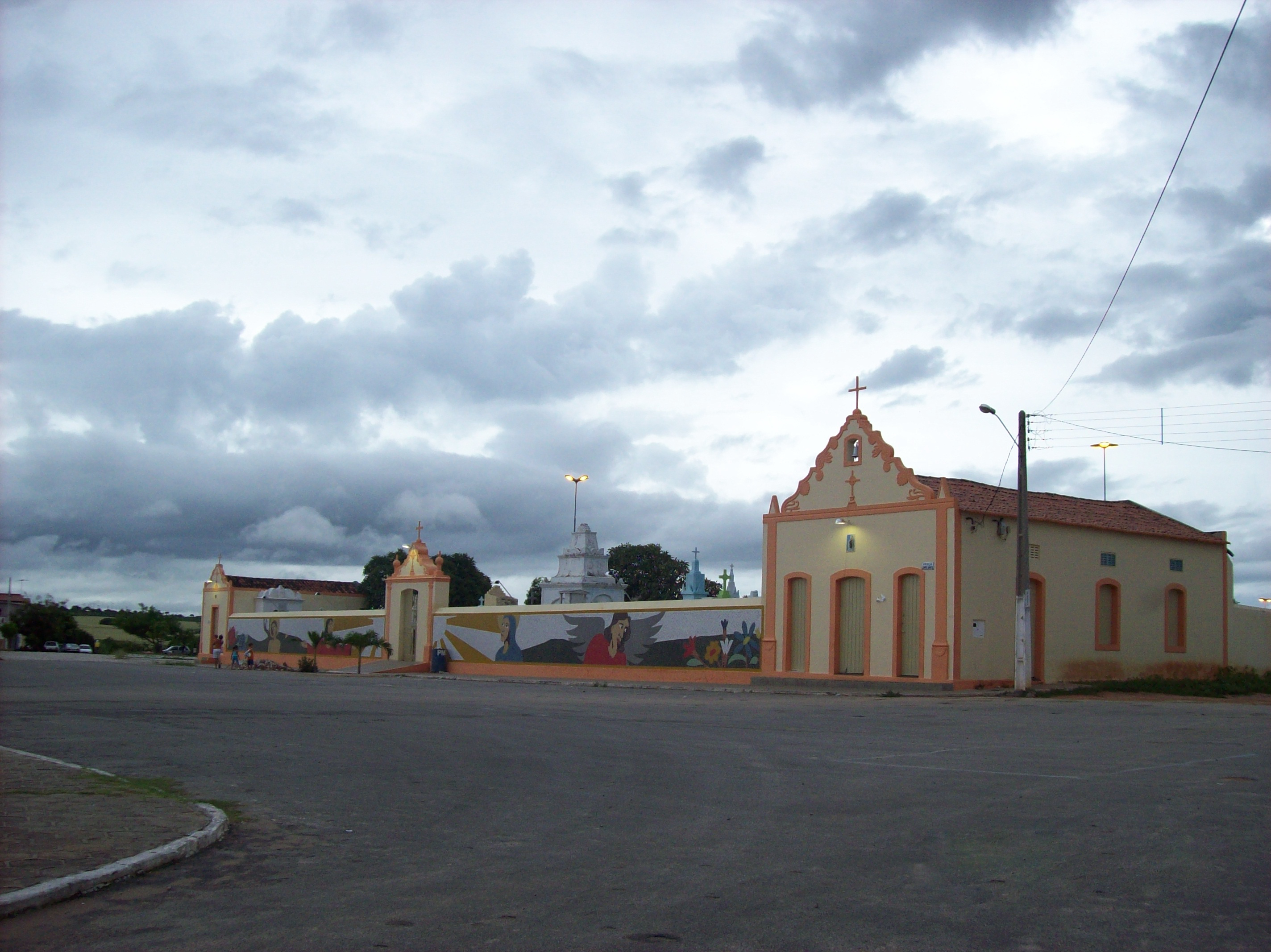
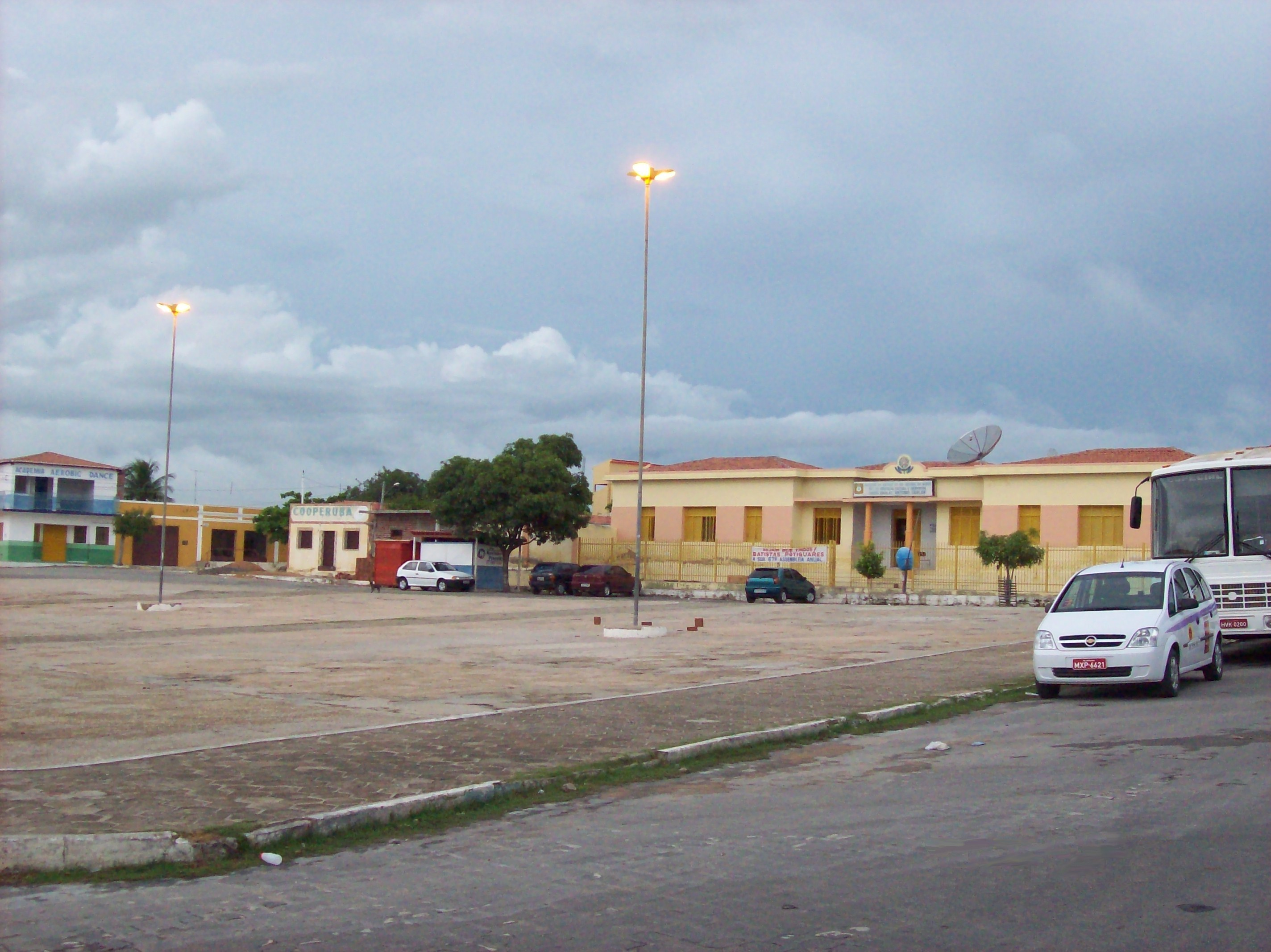
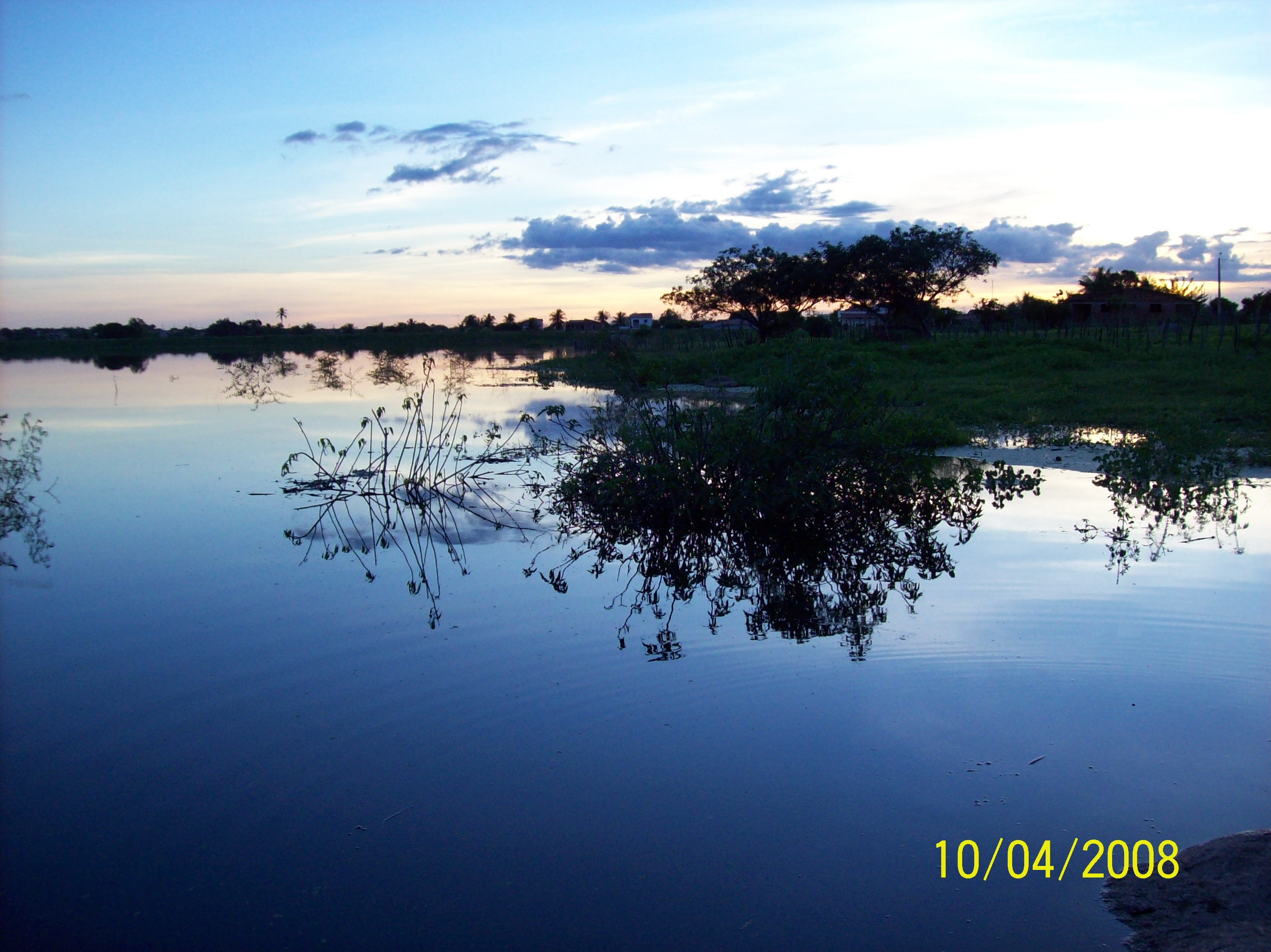
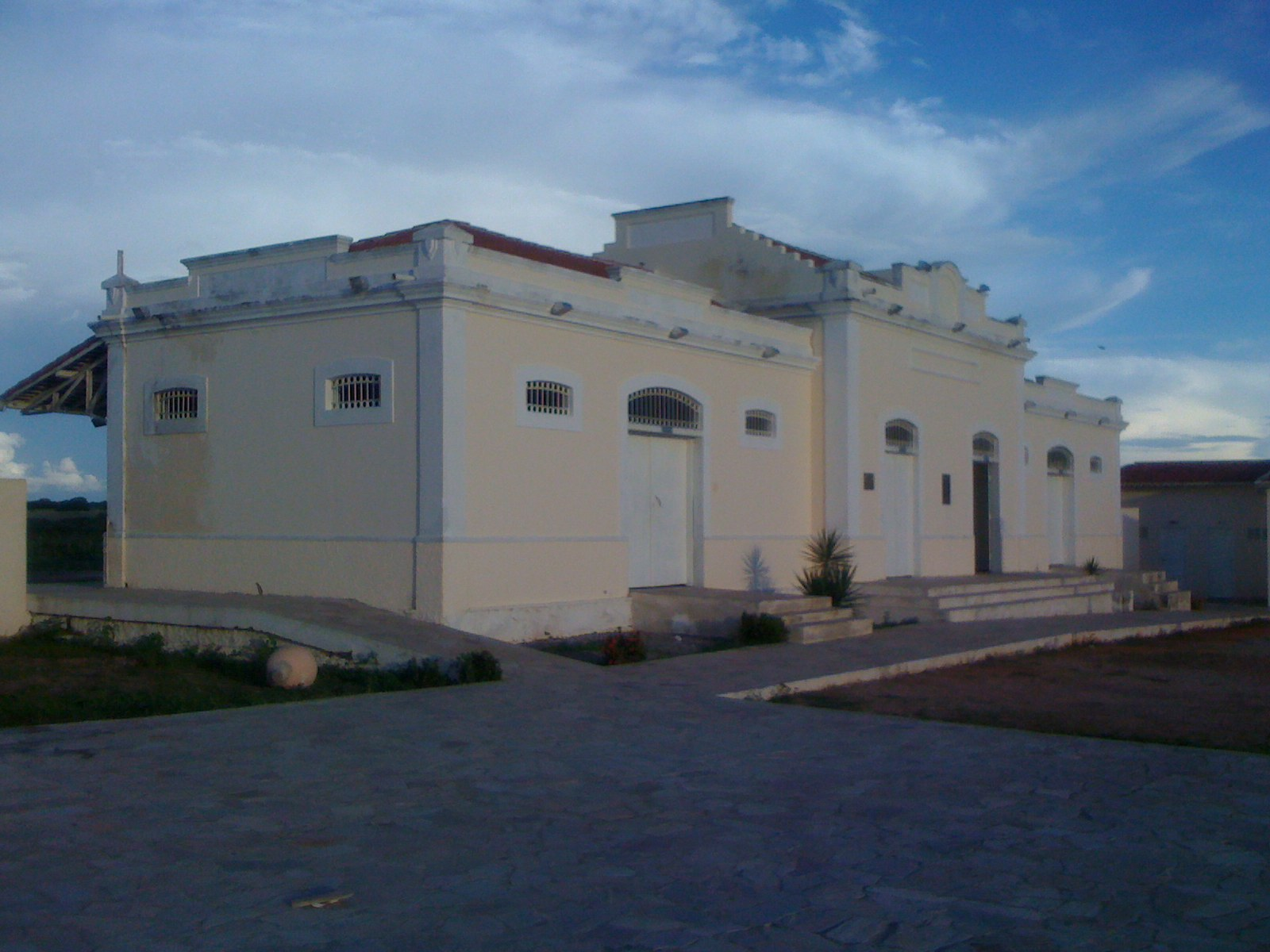
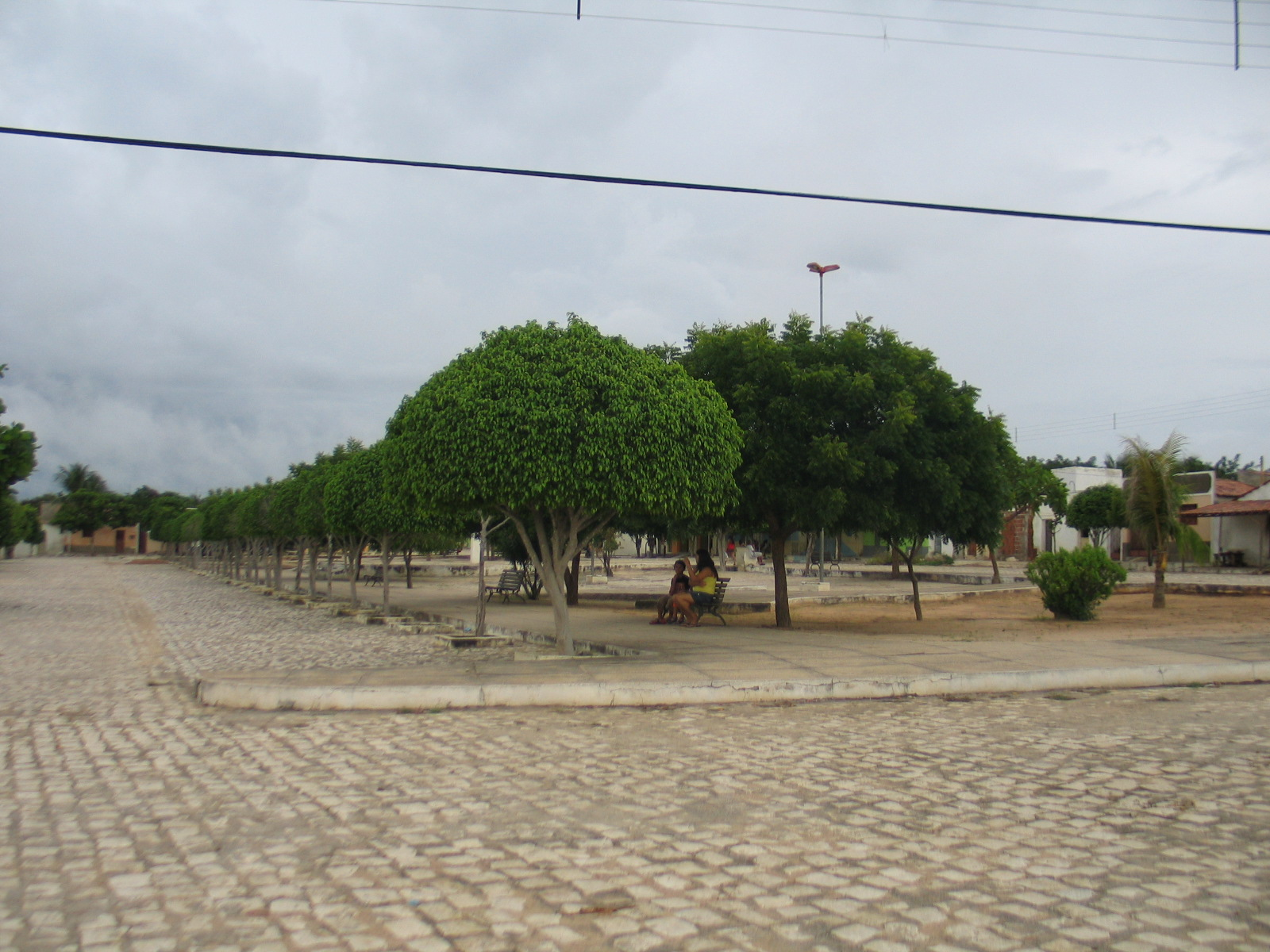
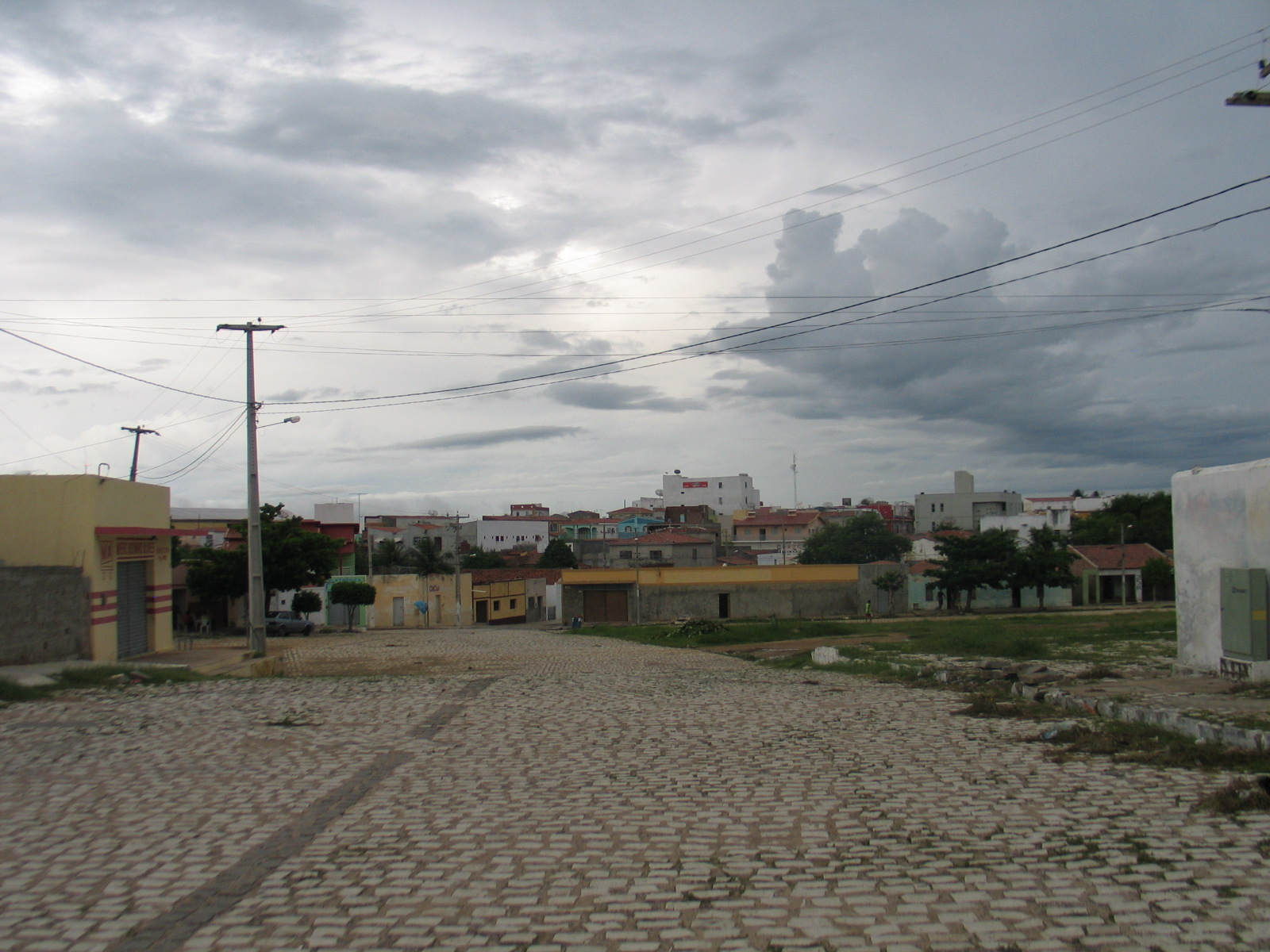
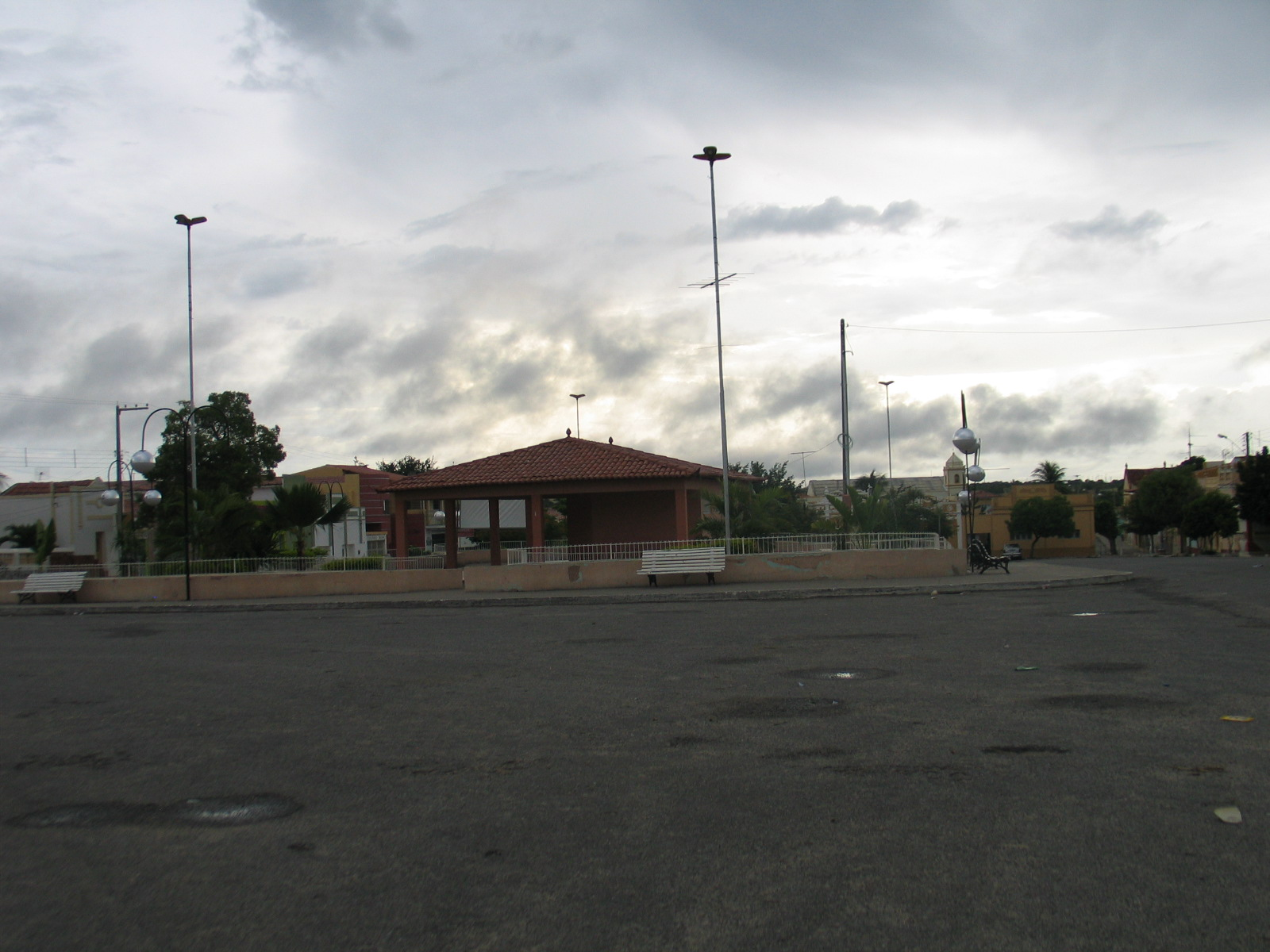
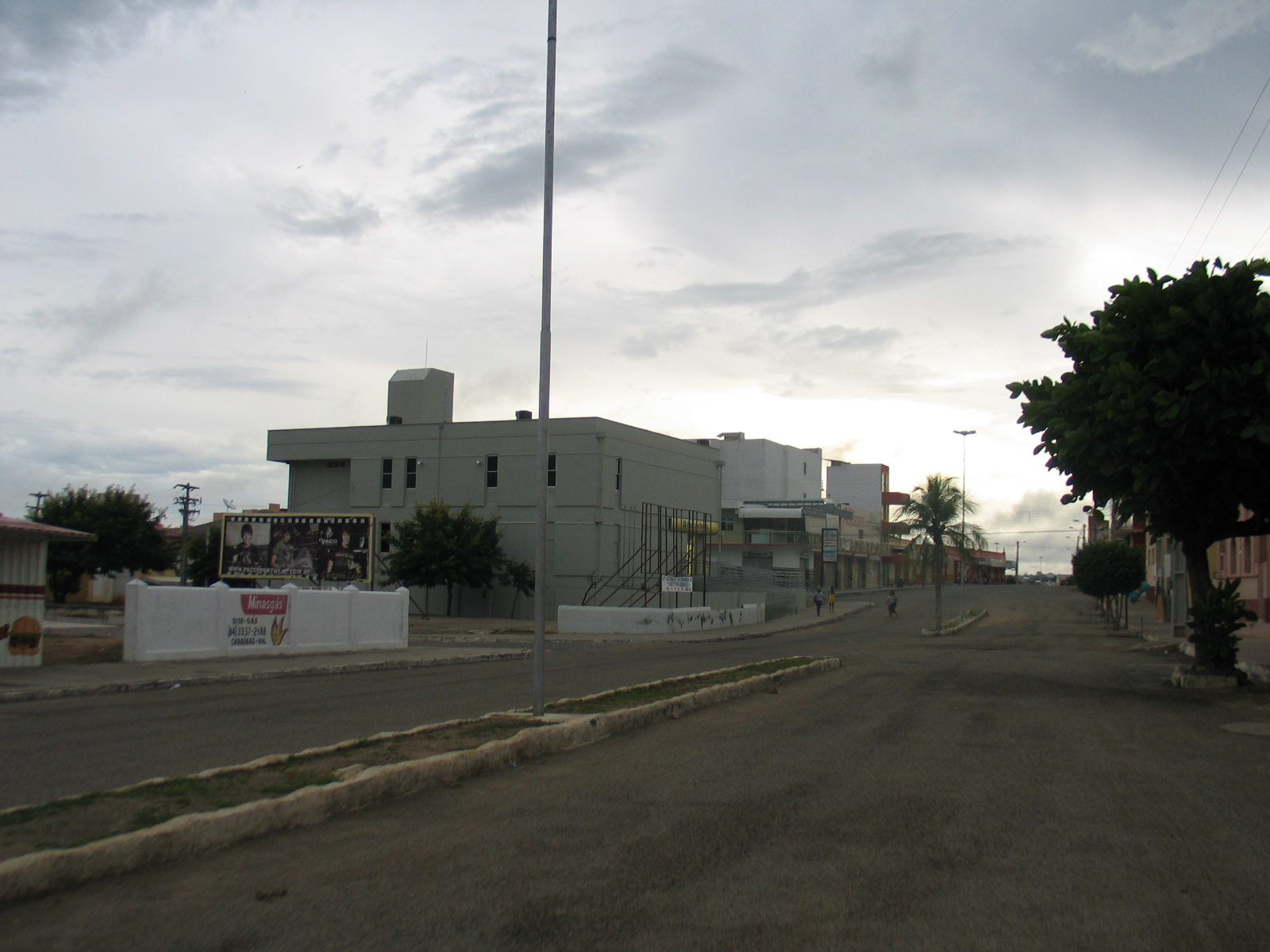